# Megaerops niphanae
Megaerops niphanae is een zoogdier uit de familie van de vleerhonden (Pteropodidae). De wetenschappelijke naam van de soort werd voor het eerst geldig gepubliceerd door Yenbutra & Felten in 1983.